# Ouzouer-le-Marché
Ouzouer-le-Marché là một xã cũ thuộc tỉnh Loir-et-Cher trong vùng Centre-Val de Loire miền trung nước Pháp. Ngày 1 tháng 1 năm 2016, Ouzouer-le-Marché sáp nhập vào xã mới Beauce la Romaine.